# Mithridates 5. af Pontos
Mithridates 5. Euergetes (? – 120 f.Kr.) var konge af Pontos ca. 150 f.Kr. til 120 f.Kr.
Mithridates 5. var søn af kong Farnakes 1.. Han efterfulgte sin farbror Mithridates 4. som konge af Pontos.
Mithridates 5. blev efterfulgt af sin mindreårige søn Mithridates 6. Eupator.